# The Legend of Kage
The Legend of Kage é um jogo para arcade lançado pela Taito em 1985.

## Jogabilidade
O jogador assume o papel do jovem ninja Iga-ryū chamado Kage com a missão de resgatar a Princesa Kiri (Kirihime) dos vilões Yoshi (Yoshiro Yukikusa) e Yuki (Yukinosuke Kiri). Kage deve lutar em seu percurso através da floresta, ao longo da passagem secreta até as paredes da fortaleza e pelo castelo, resgatá-la duas vezes (três na versão NES), a fim de ganhar o jogo. Cada vez que a princesa é resgatada, as estações mudam.
O jogador está armado com uma curta espada kodachi e uma quantidade ilimitada de shuriken. Ao pegar uma bola de cristal fará com que as roupas de Kage mudem ao nível seguinte de cor e, assim, atingirá determinados poderes (um shuriken e/ou uma velocidade maior); se Kage for atingido enquanto na roupa verde ou laranja, ele não morre, mas reverterá para suas roupas vermelhas normais. Ao pegar um pergaminho fará Kage ficar parado e performar um Jutsu por alguns segundos, enquanto os inimigos que se aproximam cairão no chão mortos (embora os pergaminhos aparecem na versão arcade, as bolas de cristal não).

## Versões
The Legend of Kage teve versões para Amstrad CPC, Commodore 64, MSX, Nintendo Entertainment System, Sharp X1, ZX Spectrum e Virtual Console, entre outros.

## Remake
Um remake 3D da versão original para arcade foi incluído na compilação Taito Legends Power Up para PSP, em 2006.

## Continuação
Uma continuação intitulada The Legend of Kage 2 foi lançada em 2008 para Nintendo DS.